# Мырзатайский сельский округ
Мырзата́йский се́льский окру́г (каз. Мырзатай ауылдық округі) — административная единица в составе Байзакского района Жамбылской области Казахстана.
Административный центр — село Мырзатай.

## География
Административно-территориальное образование расположено в западной части Байзакского района. В состав сельского округа входят 3 населённых пункта.
Площадь территории сельского округа составляет — 10,02 км². Из них пашня — 0,84 км² (8,38 %), многолетние насаждения — 0,16 км² (1,60 %), пастбища — 7,46 км² (74,45 %), земли под площадями дорог и улиц — 1,07 км² (10,68 %), земли под строительством — 0,08 км² (0,80 %), прочие земли — 0,41 км² (4,09 %).

## История
В 1989 году нынешние населённые пункты сельского округа входили в другие административно-территориальные образования Свердловского (ныне — Байзакского) района: так, село Мырзатай было в составе Политотделского сельсовета, село Енбек (ныне — Сенкибай) в составе Жалгизтюбинского сельсовета, село Кирово (ныне — Дихан) в составе Кировского сельсовета.
Решением акима Жамбылской области от 21 июня 2001 года, из населённых пунктов Мырзатай и Дихан был образован Мырзатайский сельский округ с административным центром в селе Мырзатай.
Постановлением акимата Жамбылской области от 4 декабря 2015 года № 294 и решением маслихата Жамбылской области от 14 декабря 2015 года № 43-9 «Об изменении границы (черты) Бурылского, Жалгизтюбинского и Мырзатайского сельских округов Байзакского района Жамбылской области»:
- из состава Жалгызтобинского сельского округа было выведено село Сенкибай общей площадью 141 гектар и было присоединено в состав Мырзатайского сельского округа;
- из состава Бурылского сельского округа в состав Жалгизтобинского сельского округа было переведено село Торткул общей площадью в 658 гектар.

Постановлением акимата Жамбылской области от 13 декабря 2019 года № 283 и решением Жамбылского областного маслихата от 12 декабря 2019 года № 41-10 «Об изменении границы (черты) Мырзатайского и Сазтерекского сельского округа Байзакского района Жамбылской области», в состав Мырзатайского сельского округа было присоединено 40,414 гектаров земли.

## Население
| Численность населения | Численность населения |
| 1999                  | 2009                  |
| --------------------- | --------------------- |
| 2352                  | ↗2530                 |

## Состав
| № | Населённый пункт | Тип населённого пункта       | Население, 1989 | Население, 1999 | Население, 2009 |
| - | ---------------- | ---------------------------- | --------------- | --------------- | --------------- |
| 1 | Дихан            | село                         | 822             | ↗881            | ↘613            |
| 2 | Мырзатай         | село, административный центр | 1 238           | ↗1 471          | ↗1 917          |
| 3 | Сенкибай         | аул                          | 717             | ↘658            | ↗698            |